# Не, Марко
Марко́ Тадде́и Не (фр. Marco Taddei Né; 17 июля 1983, Абиджан, Кот-д’Ивуар) — ивуарийский футболист, полузащитник. Выступал за сборную Кот-д’Ивуара.

## Карьера

### Клубная
Воспитанник академии клуба «АСЕК Мимозас» из Абиджана, в этом клубе начал и карьеру игрока в 2002 году. В 2003 году переехал в Бельгию в клуб «Беверен», в составе которого отыграл 3 сезона, проведя за это время 57 матчей и забив 22 мяча в ворота соперников. В 2006 году перешёл в греческий «Олимпиакос» из города Пирей, за который отыграл 2 сезона, проведя за это время, однако, только 14 матчей, причиной тому были травмы, тем не менее, вместе с командой, Марко дважды стал чемпионом Греции и один раз обладателем Кубка Греции. 31 июля 2008 года подписал однолетний контракт с бельгийским клубом «Жерминаль Беерсхот» из Антверпена, за который сыграл в том же году 10 матчей и забил 1 мяч.
В январе 2009 года подписал трёхлетний контракт с «Кубанью», в составе которой, однако, в сезоне 2009 года из-за тяжёлой хронической травмы не сыграл ни разу, пропустив затем и значительную часть следующего сезона. В итоге дебютировал в составе «Кубани» лишь 1 июля 2010 года в выездном матче Кубка России против новороссийского «Черноморца». А 6 июля Марко дебютировал и в лиге, выйдя на замену Николе Никезичу на 75-й минуте домашнего матча 19-го тура первенства против волгоградского «Ротора». Первый гол за «Кубань» забил 14 сентября на 48-й минуте домашнего матча 30-го тура первенства против екатеринбургского «Урала». Всего в том сезоне провёл 16 матчей, забил 1 мяч и стал, вместе с командой, победителем Первого дивизиона России. Кроме того, провёл 1 встречу в Кубке страны. 11 ноября на церемонии награждения «Кубани» Марко получил от клуба кубок «Открытие сезона», поскольку несмотря на длительный перерыв из-за травмы, всё-таки смог вернуться в большой футбол.
В январе 2012 года перешёл в симферопольскую «Таврию» на правах свободного агента. В чемпионате Украины провёл 13 матчей, забил 2 гола и получил 2 жёлтые карточки. В Кубке Украины Марко Не сыграл в 1 поединке, в молодёжном чемпионате также провёл 1 матч. В конце 2013 года покинул расположение клуба.

### В сборной
В 2004 году сыграл один матч в составе национальной сборной Кот-д’Ивуара.

## Достижения
«Олимпиакос»
- Чемпион Греции (2): 2006/07, 2007/08
- Обладатель Кубка Греции (1): 2007/08

«Кубань»
- Победитель Первого дивизиона России (1): 2010

## Личная жизнь
Его брат Арсен также профессиональный футболист. У Марко есть сын, с матерью которого он разведён.